# 尤利乌斯·波普
尤利乌斯·波普（德語：Julius Popp，1973年—）是德國的一名藝術家，定居於萊比錫。波普畢業於萊比錫視覺藝術學院視覺藝術系，其作品分別於現代藝術博物館、里昂藝術博物館及維多利亞與艾伯特博物館等展出。波普最著名的作品是《BIT.FALL》，曾受邀到2012年倫敦奧運會上展出。